# Floccularia
Floccularia Pouzar (kosmkówka) – rodzaj grzybów należący do rzędu pieczarkowców (Agaricales).

## Systematyka i nazewnictwo
Pozycja w klasyfikacji według Index Fungorum: Incertae sedis, Agaricales, Agaricomycetidae, Agaricomycetes, Agaricomycotina, Basidiomycota, Fungi.
Takson utworzył Zdeněk Pouzar w 1957 r. Polską nazwę zaproponował Władysław Wojewoda w 2003 r.
Gatunki:
- Floccularia albolanaripes (G.F. Atk.) Redhead
- Floccularia fusca (Mitchel & A.H. Sm.) Bon
- Floccularia luteovirens (Alb. & Schwein.) Pouzar – kosmkówka żółtawa[3]
- Floccularia pitkinensis (Mitchel & A.H. Sm.) Bon

Wykaz gatunków i nazwy naukowe na podstawie Index Fungorum. Nazwy polskie według Władysława Wojewody.